# Politika Italije
Politika Italije poteka preko parlamentarne republike z večstrankarskim sistemom. Italija je demokratična republika od 2. junija 1946, ko je bila z ljudskim referendumom ukinjena monarhija in je bila izvoljena ustanovna skupščina za pripravo ustave, ki je bila razglašena 1. januarja 1948.    
Izvršno oblast izvaja Svet ministrov, ki ga vodi predsednik vlade, ki se uradno imenuje "predsednik sveta" (Presidente del Consiglio). Zakonodajno moč imata predvsem dva domova parlamenta in sekundarno Svet ministrov, ki lahko vlaga zakone in ima večino v obeh domovih.  Sodstvo je neodvisno od izvršilne in zakonodajne veje oblasti. Vodi ga Visoki sodni svet, organ, ki mu predseduje predsednik, ki je vodja države, čeprav je ta položaj ločen od vseh vej. Sedanji predsednik je Sergio Mattarella, trenutni predsednik vlade pa je Mario Draghi.    
Economist Intelligence Unit je Italijo leta 2019 ocenil kot "demokracijo z napako". Za italijansko politiko je značilna visoka stopnja nestabilnosti, ki vodi do pogosto kratkotrajnih koalicijskih vlad. Od konca druge svetovne vojne je imela Italija 66 vlad, v povprečju eno na 1,14 leta.